# Alfhild Wiva Jeppsson
Wiva Alfhild Jeppsson-Svensson, född 11 mars 1932 i Byholma, Småland, är en svensk målare. 
Jeppsson studerade målning vid olika målarskolor i Malmö, Danmark och Österrike. Hennes konst består av stadsbilder, landskap och blomsterstilleben.  